# 남천중학교
남천중학교(南川中學校)는 대한민국 부산광역시 남구 대연동에 있는 공립 중학교이다.

## 학교 연혁
- 1984년 12월 29일 : 남천여자중학교 설립인가(30학급)
- 1985년 3월 1일 : 개교 및 박정숙 초대 교장 취임
- 1985년 3월 5일 : 제1회 입학식(642명)
- 2000년 3월 1일 : 남천중학교로 교명 변경, 남녀공학제 실시
- 2004년 10월 28일 : 진로교육 연구학교 운영 보고회(부산시교육청)
- 2015년 3월 2일 : 교육부 지정 안전교육 연구학교 운영(1년)
- 2017년 3월 9일 : 다목적 강당 '신남마루' 준공
- 2024년 2월 7일 : 제37회 졸업식(292명, 총 졸업생수 15,453명)
- 2024년 3월 4일 : 제40회 입학식(286명)
- 2024년 9월 1일 : 제19대 김해원 교장 취임

## 참고 자료
- 남천중학교 - 한국교육학술정보원 학교알리미